# Canal de Erie

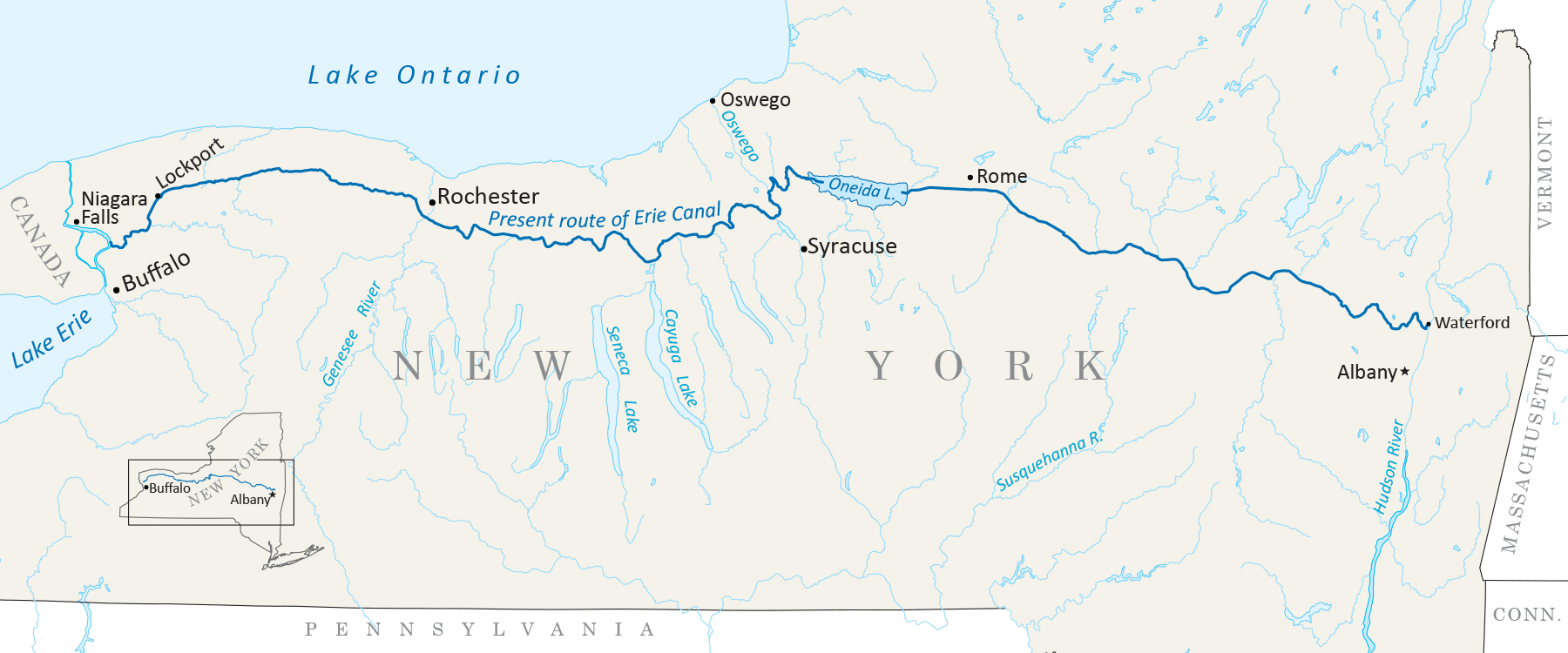
Trazado actual del canal de Erie.

El canal de Erie (actualmente, perteneciente al Sistema de Canales del Estado de Nueva York) es una histórica vía fluvial del norte de los Estados Unidos, dentro del estado de Nueva York. Abarca desde Búfalo (Nueva York) en el lago Erie hasta Albany en el río Hudson, conectando los Grandes Lagos con el océano Atlántico.
Aunque el canal fue propuesto por primera vez en 1807, no fue hasta 1817, encomendado por el entonces gobernador DeWitt Clinton, cuando la Compañía del Canal del Niágara comenzó los preparativos para su construcción. Se inauguró en 1825. Conecta a los Grandes Lagos con la ciudad de Nueva York y contribuyó enormemente al asentamiento del Medio Oeste, permitiendo el transporte de personas y provisiones.
Ha sido ampliado varias veces midiendo actualmente 547 km de largo, 46 m de ancho y 4 m de profundidad. Es usado principalmente para la navegación de recreo, siendo parte del Sistema Acuífero del Estado de Nueva York.

## Historia

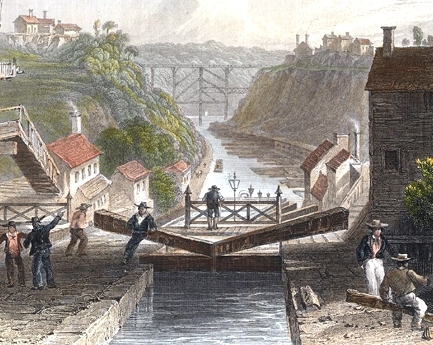
Lockport en 1839.

El año 1800, típicamente se necesitaban dos semanas y media para ir de Nueva York a Cleveland, Ohio (a 740 km); y 4 semanas a Detroit (985 km).
Durante los siglos XVIII y XIX los residentes del litoral tenían claro que había que conseguir un sistema de transporte hacia el oeste más eficiente. En aquellos tiempos había proyectos para Virginia y Maryland.

### Propuestas

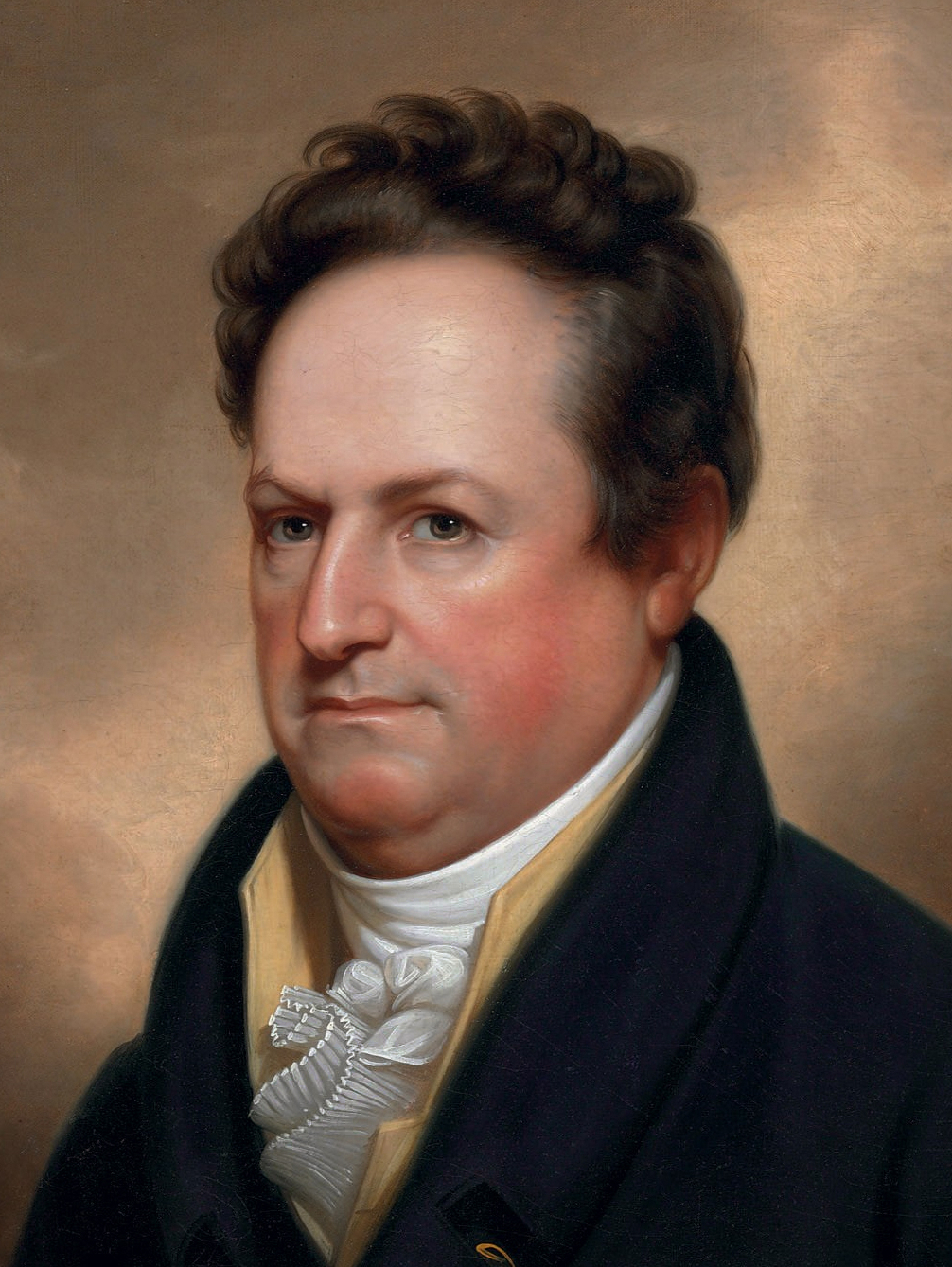
Gobernador DeWitt Clinton, campeón del canal

Entre los primeros intentos realizados por los colonos europeos para mejorar las vías navegables del futuro estado estuvo la construcción en 1702 de Wood Creek Carry, o Oneida Carry, un corto camino de transporte que conecta Wood Creek con el río Mohawk cerca de la actual Roma, New York. Sin embargo, el primer ejemplo documentado de la idea de un canal para unir la costa este con los nuevos asentamientos occidentales a través de las vías fluviales de Nueva York se discutió ya en 1724: el funcionario provincial de Nueva York Cadwallader Colden hizo una referencia pasajera (en un informe sobre el comercio de pieles ) para mejorar las vías navegables naturales del oeste de Nueva York. Colden y figuras posteriores en la historia del Canal Erie y su desarrollo se inspirarían en otras grandes obras de la llamada "era del canal", incluido el Canal del Mediodía de Francia y el Canal de Bridgewater en Inglaterra. El intento de George Washington en la década de 1780 de construir un canal desde las mareas del Río Potomac hasta el interior de la naciente nación también era bien conocido por los planificadores del Canal de Erie.
Gouverneur Morris y Elkanah Watson fueron los primeros defensores de un canal a lo largo del río Mohawk. Sus esfuerzos condujeron a la creación de las "Western and Northern Inland Lock Navigation Companies" en 1792, que dieron los primeros pasos para mejorar la navegación por el Mohawk y construir un canal entre el Mohawk y el lago Ontario, pero pronto se descubrió que la financiación privada era insuficiente.
Christopher Colles (que conocía el canal de Bridgewater) inspeccionó el valle del Mohawk e hizo una presentación a la legislatura del estado de Nueva York en 1784, proponiendo un canal más corto desde el lago Ontario. La propuesta atrajo la atención y algunas acciones, pero nunca se llevó a cabo.
Jesse Hawley había previsto fomentar el cultivo de grandes cantidades de grano en las llanuras del oeste de Nueva York (entonces en gran parte despobladas) para su venta en la East seaboard. Sin embargo, quebró al intentar enviar grano a la costa. Durante su estancia en la prisión de deudores de Canandaigua, Hawley comenzó a presionar para la construcción de un canal a lo largo del valle del río Mohawk de 90 millas (144,8 km) longitud con el apoyo de Joseph Ellicott (agente de la Holland Land Company en Batavia, Nueva York). Ellicott se dio cuenta de que un canal añadiría valor a las tierras que vendía en la parte occidental del estado. Más tarde se convirtió en el primer comisionado del canal.
Los legisladores neoyorquinos se interesaron por la posibilidad de construir un canal a través de Nueva York en la primera década del siglo XIX. Enviar mercancías al oeste desde Albany era un asunto costoso y tedioso; aún no existía el ferrocarril, y para cubrir la distancia de Búfalo a la ciudad de Nueva York en diligencia se necesitaban dos semanas. El problema era que el terreno se eleva unos 600 pies (182,9 m) desde el Hudson hasta el lago Erie. Las esclusas de la época podían soportar hasta 12 pies (3,7 m) de elevación, por lo que, incluso con los cortes y viaductos más potentes, se necesitarían cincuenta esclusas a lo largo del 360 millas (579,4 km) canal. La construcción de un canal así sería costosa incluso con la tecnología moderna; en 1800, el gasto era apenas imaginable. El presidente Thomas Jefferson lo calificó de "poco menos que locura" y lo rechazó.
Finalmente, Hawley interesó al gobernador de Nueva York DeWitt Clinton en el proyecto. Hubo mucha oposición, y el proyecto fue ridiculizado como "la locura de Clinton" y "la zanja de Clinton". En 1817, sin embargo, Clinton recibió la aprobación de la legislatura de 7 millones de dólares para la construcción.

### Construcción
La primera sección del canal fue completada en 1819, inaugurándose, una vez finalizado el canal, el 26 de octubre de 1825. Tiene una longitud de 584 km (363 millas), 12 metros (40 pies) de ancho y 1,2 m (4 pies) de profundidad. Tuvo 83 compuertas, cada una de 27 m por 4.5 m (90 pies por 15 pies). Permitía navegar a barcos de carga con un desplazamiento de 68 toneladas. El canal de Erie fue la primera ruta de transporte que desbancó a los carros tirados por animales entre la costa este de los Estados Unidos y el oeste interior, recortando los costes de transporte hacia las tierras inexploradas del oeste cerca de un 95 %. Como resultado de la construcción del canal surgió una importante población en el oeste del Estado de Nueva York, abriendo de este modo el establecimiento futuro en tierras cada vez más al oeste.
El éxito del canal du Midi de Francia (1681), el canal de Bridgewater de Gran Bretaña (terminado totalmente en 1769) y el Eiderkanal (1784) impulsaron en Estados Unidos la canalmanía.
George Washington hizo un esfuerzo para convertir el río Potomac en un enlace navegable hacia el oeste.

## Ingeniería

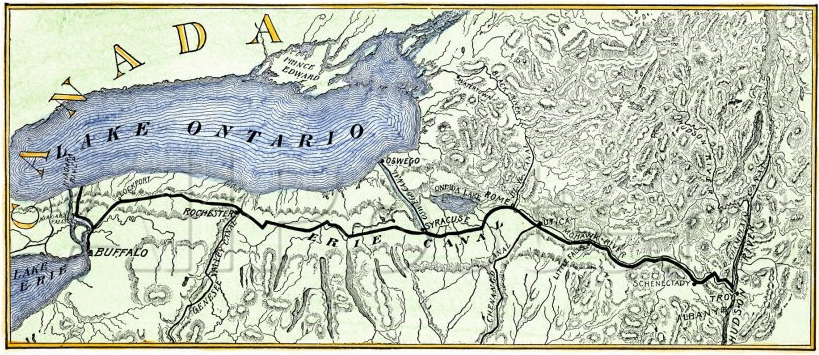
Mapa del canal de Erie, 1840.

Se aprovechó el río Mohawk (un afluente del río Hudson) que nace cerca del lago Ontario y discurre al norte de la cordillera Catskill de los Apalaches, que la separa de los montes Adirondack al norte.
El problema es que el territorio se alza unos 600 pies desde el Hudson en el Lago Erie. En aquella época las esclusas podían manejar 12 pies. Aunque con la actual tecnología se puede construir un canal de este tipo también sería demasiado caro. Sobre esta idea el presidente Thomas Jefferson dijo que era una locura (little short of madness) y rechazó que se hiciera, sin embargo, interesó al gobernador de Nueva York DeWitt Clinton y pronto fue ridiculizado como la «tontería de Clinton» (Clinton's folly y Clinton's ditch). En 1817, sin embargo, Clinton recibió apoyo del legislativo con 7 millones de dólares para su construcción.
El canal original tenía 584 km de longitud, desde Albany en el Hudson a Buffalo en el lago Erie. El canal se construyó con 12 m de ancho y 1.2 m de profundidad con la tierra extraída apilada en pendiente a los lados para formar un paso conocido como camino de sirga.
Su construcción entre piedras calizas y montañas causó 1000 muertes a causa de la malaria En 1823 la construcción llegó al Niagara Escarpment. El canal tenía un revestimiento de arcilla. Todo el trabajo, anterior a la maquinaria de vapor, se hacía con fuerza animal y humana.

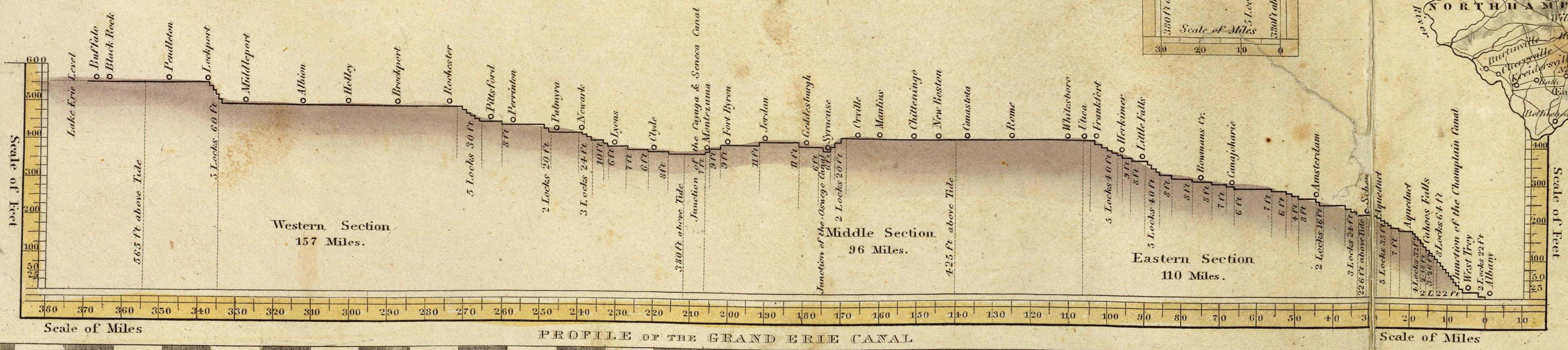
Perfil del canal originario.

## Ampliaciones y mejoras

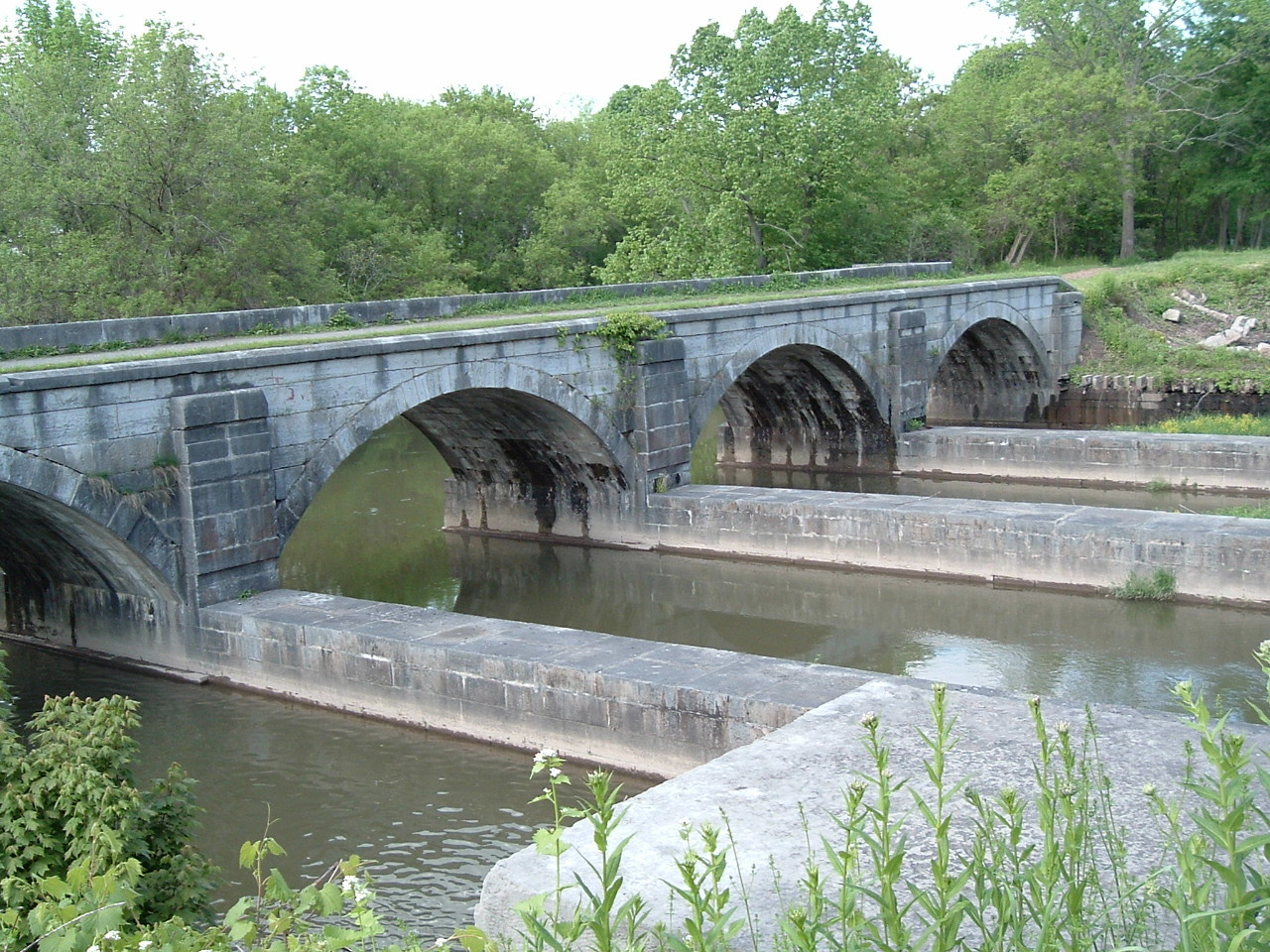
Acueducto sobre Nine Mile Creek abandonado en 1918 y luego restaurado.

La erosión del fondo de arcilla fue un problema y la velocidad se limitó a 6 km/h.
El tonelaje previsto de 1.5 millones de toneladas fue rebasado de inmediato. Un plan ambicioso de mejora del canal tuvo lugar en 1834 (conocido como First Enlargement), se hizo más ancho el canal (21 m) y más hondo (2.5 m). Las esclusas se ampliaron o reconstruyeron y se hicieron muchos más acueductos.
Actualmente el canal hecho durante el First Enlargement se conoce como el Improved Erie Canal o Old Erie Canal, para diferenciarlo del curso del canal moderno.
Varios canales alimentadores pronto convirtieron el canal en un amplio sistema navegable.

## Operaciones

### Barcos de carga
Los barcos del canal de hasta 3,5 pies (1,1 m) de calado eran tirados por caballos y mulas que caminaban por el camino de sirga. El canal tenía un camino de sirga, generalmente en el lado norte. Cuando barcos del canal se encontraban, el barco con derecho de paso permanecía en el lado del camino de sirga del canal. El otro barco se dirigió hacia el lado de la berma (o camino de sirga) del canal. El conductor (o "hoggee", pronunciado HO-gee) de la embarcación privilegiada mantenía a su equipo de remolque junto al borde del camino de sirga, mientras que el hoggee de la otra embarcación se desplazaba hacia el exterior del camino de sirga y detenía a su equipo. Su sirga se desenganchaba de los caballos, se aflojaba, caía al agua y se hundía hasta el fondo, mientras su barco avanzaba por la costa con el impulso que le quedaba. El equipo de la embarcación privilegiada pasaría por encima de la sirga de la otra embarcación, y sus caballos tirarían de la embarcación por encima de la sirga hundida sin detenerse. Una vez despejado, el equipo de la otra embarcación seguía su camino.
Tirados por equipos de caballos, los barcos del canal se movían lenta pero metódicamente, acortando el tiempo y la distancia. Este método de transporte fluido y sin paradas reducía casi a la mitad el tiempo de viaje entre Albany y Búfalo, tanto de día como de noche. Los emigrantes viajaban en barcos de carga, acampando en cubierta o encima de cajas.

### Barcos de pasajeros

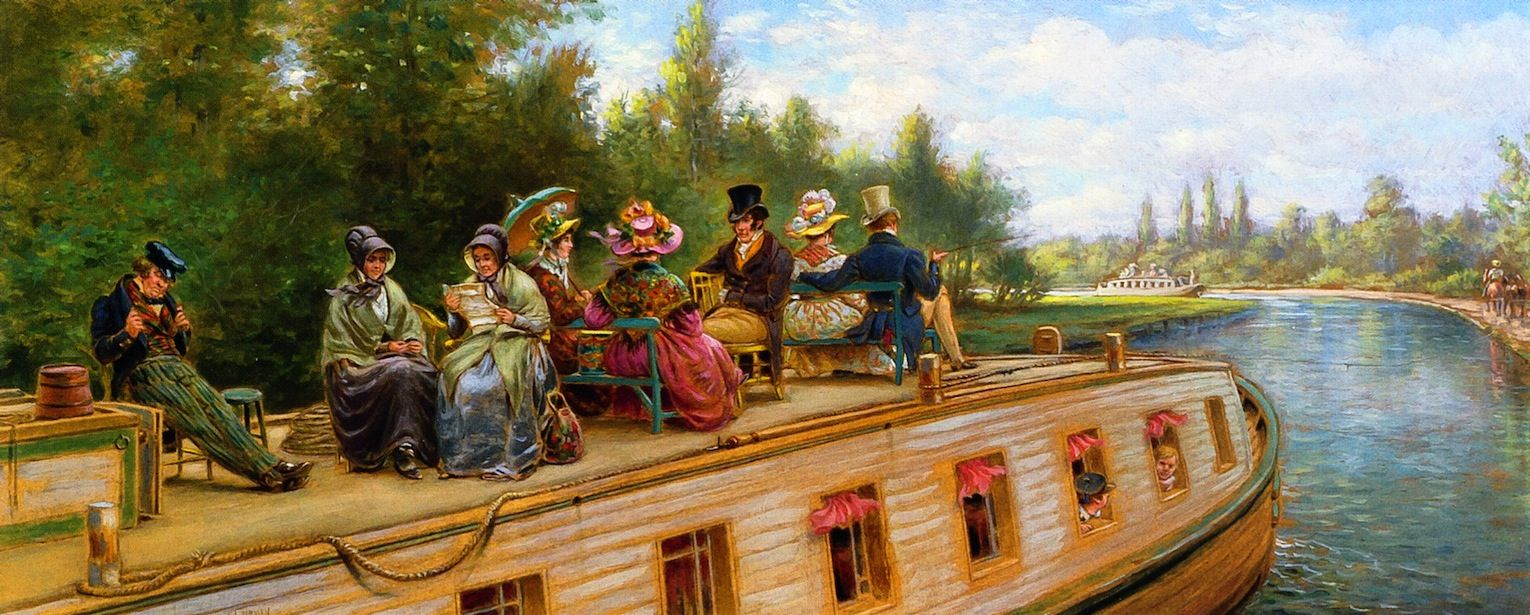
Nearing the Bend, una nostálgica imagen de los primeros viajes por canal de Edward Lamson Henry, c. 1900.

Los paquebotes, que servían exclusivamente a pasajeros, alcanzaban velocidades de hasta 8 km/h y circulaban a intervalos mucho más frecuentes que los estrechos y llenos de baches vagones de las diligencias.: 54  Estos barcos, que medían hasta 78 pies (23,8 m) de eslora y 14,5 pies (4,4 m) de manga, hacían un uso ingenioso del espacio, acomodando hasta 40 pasajeros por la noche y hasta el triple durante el día.: 59  Los mejores ejemplos, amueblados con suelos enmoquetados, sillas de peluche y mesas de caoba repletas de libros y periódicos de actualidad, servían de salones durante el día. A la hora de comer, la tripulación transformaba el camarote en comedor. Por la noche, una cortina a lo ancho dividía el camarote en dormitorios para damas y caballeros. Las camas abatibles se plegaban en las paredes y los catres adicionales podían colgarse de ganchos en el techo. Algunos capitanes contrataban músicos y organizaban bailes.: 59 

### Debate sobre el cierre de los domingos
La Legislatura del Estado de Nueva York debatió el cierre de las esclusas del Canal de Erie los domingos, cuando se reunió en 1858. Sin embargo, George Jeremiah y Dwight Bacheller, dos de los opositores al proyecto de ley, argumentaron que el Estado no tenía derecho a interrumpir el tráfico por el canal alegando que éste y sus afluentes habían dejado de depender del Estado. En sus inicios, el canal se había imaginado como una prolongación de la naturaleza, un río artificial donde no lo había. El canal triunfó al tener más en común con los lagos y los mares que con las carreteras públicas. Jeremiah y Bacheller argumentaron, con éxito, que al igual que era impensable detener la navegación oceánica en domingo, lo mismo ocurría con el canal.: 172 

## Impacto

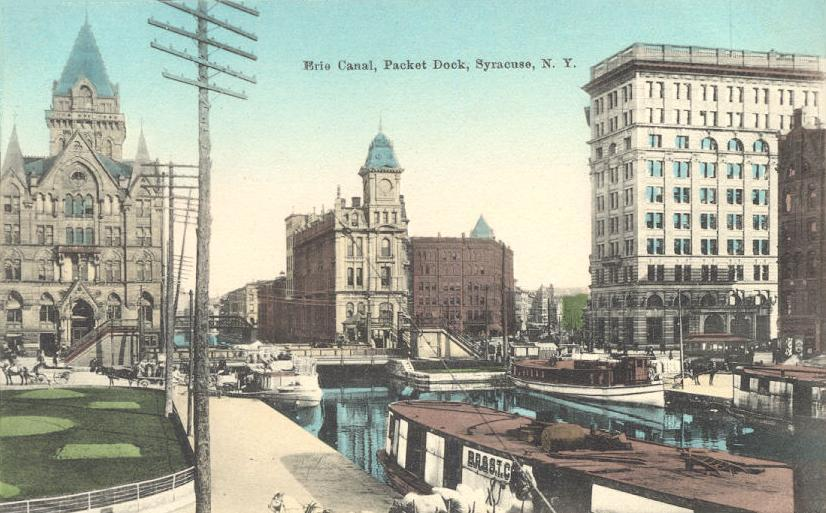
Siracusa, Nueva York, c. 1905.

El canal de Erie hizo bajar mucho el coste del transporte entre el Medio Oeste y el Noreste, con costes de la comida más bajos en las ciudades del Este y maquinaria y bienes manufacturados más económicos al Medio Oeste. Este canal hizo más ricas las ciudades de Nueva York, Buffalo y el estado de Nueva York. También facilitó la migración hacia el oeste.
Muchos irlandeses, que trabajaron en la construcción del canal, se establecieron en las ciudades a lo largo de la vía.
A consecuencia de la respuesta británica a la Corn Law resultó en un incremento de las exportaciones de trigo del Medio Oeste a Gran Bretaña así como del comercio con Canadá.
La preocupación por la erosión del canal llevó a la creación del Adirondack Park, en 1885.
Muchos grandes escritores de la época mencionan el canal de Erie, incluyendo Herman Melville, Frances Trollope, Nathaniel Hawthorne, Harriet Beecher Stowe, Mark Twain, Samuel Hopkins Adams y el Marqués de Lafayette.
En 1918, este canal fue sustituido por uno más grande el canal de barcazas del estado de Nueva York.